# Pareumenes chinensis
Pareumenes chinensis är en stekelart som beskrevs av Liu 1941. Pareumenes chinensis ingår i släktet Pareumenes och familjen Eumenidae. Inga underarter finns listade i Catalogue of Life.